# 約翰·班維爾
約翰·班維爾（1945年12月8日—），生於愛爾蘭威克斯福，爱尔兰小說家。他的小說《證據之書》，被列入英國布克奖的名單，《大海》，贏取了2005年的英國布克獎。2011年5月26日，获得2011年度卡夫卡獎。
約翰·班維爾被認為是20和21世紀的愛爾蘭最好作家之一。他曾於1980年參與美國愛荷華大學的國際寫作計劃。
約翰·班維爾曾任愛爾蘭時報（Irish Times）的文學編輯達十一年，後成了纽约书评的投稿人。

## 諾貝爾獎
約翰·班維爾被認為諾貝爾文學獎有利競爭者之一。2019年10月，班維爾接到一通惡作劇電話，對方聲稱他是諾貝爾文學獎得主。

## 作品
約翰．班維爾的小說無一不以難讀著稱。
- 大海 (The Sea)(獲2005年英國布克獎)
- 裹屍布 (Shroud)
- 牛頓書信 (The Newton Letter: An Interlude)
- 證據之書(The Book of Evidence)
- 鬼魂(Ghosts)
- 克卜勒(Kepler)(獲1981年衛報小說獎)
- 哥白尼博士(獲1976年布萊克紀念獎)
- 日蝕(Eclipse)
- 白樺林(Birchwood)
- 無法企及(The Untouchable)
- 雅典娜(Athena: A Novel)
- 布拉格景象：一座城市的描繪(Prague Pictures: Portrait Of A City)
- Love In The Wars
- Christine Falls

## 作品在台灣的出版
- 李淑珺/譯，《牛頓書信》，時報文化，2005年。
- 李淑珺/譯，《克卜勒》，時報文化，2005年。
- 李淑珺/譯，《哥白尼博士》，時報文化，2005年。
- 黃正綱/譯，《大海》，印刻文學出版，2008年。
- 耿一偉/譯，《布拉格畫像》，馬可孛羅文化出版，2008年。
- 陸劍/譯，《證詞》，書林出版，2011年。(框架三部曲之一)
- 陸劍/譯，《幽靈》，書林出版，2011年。(框架三部曲之二)
- 陸劍/譯，《墮落的信徒》，書林出版，2011年。(筆名：班傑明‧布萊克)
- 唐克勝/譯，《銀天鵝》，書林出版，2011年。(筆名：班傑明，布萊克)

## 作品在中國大陆的出版
- 張鶴/譯，《布拉格：一座城市的幽暗記憶》，新星出版社，2007年。
- 不著譯者，《海》，作家出版社，2007年。
- 不著譯者，《雅典娜》，作家出版社，2008年。
- 不著譯者，《證詞》，作家出版社，2008年。
- 不著譯者，《幽靈》，作家出版社，2008年。
- 不著譯者，《無法企及》，作家出版社，2008年。

## 外部連結
- John Banville at Ricorso （页面存档备份，存于）.爱尔兰作家资料库
- Banville author page and article archive （页面存档备份，存于）.纽约书评网